# مايا في رحلة الأحلام
مسلسل أنمي تم عرضه بالتسعينيات وقامت بدبلجته للعربية استديوهات التراث [ بيروت-لبنان ]، كما أنها تعد من أجمل الدبلجات مقارنة مع باقي الدبلجات.
الاغنية العربية
رحلة الأحلام..سفرة الحكاية..صديقة الايام الطفلة مايا..مايا لا تهدأ لا تقبل الهداية..حتى روت لها امها حكاية..

## أسماء الأنمي بلغات مختلفة
- الاسم الياباني : Oyayubi Hime Monogatari - おやゆび姫
- الاسم العربي : رحلة الأحلام - مايا
- الاسم الإنجليزي : Thumbelina: A Magical Story
- الاسم الإسباني : Almendrita
- الاسم البولندي : Calineczka
- الاسم الإيطالي : Pollicina

## ملخص القصة
مايا فتاة مشاكسة في السابعة من عمرها وتسيء التصرف مع الآخرين تذهب والدتها إلى عرافة في أطراف المدينة، حيث تعطيها العرافة كتاب يدعى (ثومبلينا)أو ما يسمى بـ عقلة الإصبع, وخلال قراءة أم مايا للكتاب تسقط في نوم عميق وتبدأ الكوابيس فتتقلص مايا و تنتقل عبر صفحات الكتاب في مغامرات شيقة, تتعرف فيها على شخصيات الكتاب و تبدأ بتكوين صداقات مع تلك الشخصيات. منها سكر أو (ماهر) المصنوع من السكر و الضفدع دودو الذي أراد الزواج منها تحت ضغط والديه... ,كما تساعدها لولا الساحرة الطيبة أو سيدة الأحلام في التغلب على صعوباتها خلال الرحلة, فتعطيها أدوات كشريطة الشعر - الحذاء الوثاب - و القلادة الزجاجية ...بينما شيشا الساحرة الشريرة أو سيدة الكوابيس تريد ابقاء مايا في عالم الكتاب حتى تنشر الكوابيس و تسيطر على العالم الحقيقي من خلال كوابيسها.
تحاول مايا خلال مغامراتها الوصول إلى أرض الجنوب حيث يعيش صاحب قصر الزجاج الذي سوف يدلها على طريقة لإيقاذ أمها و إيقاف كوابيس الساحرة شيشا فمن ثم العودة إلى العالم الحقيقي.

## وصلات خارجية
- مايا في رحلة الأحلام على موقع IMDb (الإنجليزية)
- مايا في رحلة الأحلام على موقع كينوبويسك (الروسية)
- مايا في رحلة الأحلام على موقع قاعدة بيانات الفيلم (الإنجليزية)
- مايا في رحلة الأحلام على موقع ANN anime (الإنجليزية)